# Rafael Corrales (sindicalista)
Rafael Corrales Valverde (1957) es un anarcosindicalista español.
Secretario general de la Confederación Nacional del Trabajo, cargo que ocupó desde el 9 de julio de 2005 hasta el 21 de julio de 2007. Pertenece a la federación local de sindicatos de Sevilla. Desde los años 70 ha sido militante del anarquismo..
| Predecesor: Iñaki Gil Uriarte | Secretario General de la CNT 2005 - 2007 | Sucesor: Fidel Manrique |